# Alex Kidd
Alex Kidd är en TV-spelsfigur som medverkade i sex egna spel, och var Segas maskot, innan Sonic the Hedgehog tog över 1991. Han kännetecknas av ett apliknande utseende.

## Spel
| Titel                             | Släppår |
| --------------------------------- | ------- |
| Alex Kidd in Miracle World        | 1986    |
| Alex Kidd: The Lost Stars         | 1986    |
| Alex Kidd BMX Trial               | 1987    |
| Alex Kidd: High-Tech World        | 1987    |
| Alex Kidd in the Enchanted Castle | 1989    |
| Alex Kidd in Shinobi World        | 1990    |

### Fotnoter
1. ↑  ”Alex Kidd in Shinobi World” (på engelska). Mobygames. 13 mars 1990. http://www.mobygames.com/game-group/alex-kidd-series. Läst 17 maj 2015.